# منتخب موزمبيق لكرة اليد للسيدات
منتخب موزمبيق لكرة اليد للسيدات هو الممثل الرسمي لموزمبيق في رياضة كرة اليد. شارك في بطولة أفريقيا لكرة اليد للسيدات مرتين وكانت المشاركة الأولى في سنة 1996، كان أفضل مركز له فيها هو الخامس.